# اچ‌ام‌اس تورنهام (ام۲۷۹۳)
اچ‌ام‌اس تورنهام (ام۲۷۹۳) (به انگلیسی: HMS Thornham (M2793)) یک کشتی بود. این کشتی در سال ۱۹۵۷ ساخته شد.